# Raica Oliveira
Raica Oliveira sinh ra tại thành phố Niteri, Brazil - ngay gần bán đảo sôi động nhất thế giới Rio de Janeiro. Sinh ngày 22/01/1984, ngay từ khi 10 tuổi, cô bé gầy nhẳng với mái tóc đen dài, làn da màu olive đã biết rằng mình sẽ trở thành một người mẫu.

## Tuyển dụng
Sự nghiệp người mẫu của Raica bắt đầu từ năm 1999 khi cô tham dự cuộc thi tuyển chọn người mẫu Elite Model Look ở Brazil. Với chiều cao lý tưởng 1m80, các số đo chuẩn 84-58,5-87,5, sự tự tin Raica Oliveira đã vượt qua hơn 30.000 thí sinh khác để giành chiến thắng. Ngay sau đó, Raica được tới tham dự vòng thi chung kết quốc tế tại Nice, Pháp, tại đây cô giành vị trí thứ 2.
Ngay sau cuộc thi, đại lý người mẫu Elite đã ký hợp đồng với Raica, và cũng không phải chờ đợi lâu, Raica đã có lời mời làm mẫu đầu tiên, không những thế đó lại là lời mời của một trong những hãng thời trang danh tiếng nhất trên thế giới - Christian Dior. Có tất cả bốn người mẫu cùng tham gia trong chiến dịch quảng cáo này, tuy nhiên, người chụp ảnh đã đặc biệt chú ý đến Raica, anh mời cô tham gia vào một buổi chụp hình khác.
Sự nghiệp của Raica Oliveira cất cánh khá nhanh. Trong suốt năm 2000 - năm đầu tiên trong sự nghiệp người mẫu chuyên nghiệp, Raica tham gia tổng cộng 5 chiến dịch quảng cáo, 76 show diễn ở các kinh đô thời trang lớn như Milan, New York, Paris và Sao Paulo. Một ngày, Raica có tới vài buổi chụp hình và vài show diễn, chính vì thế cô chỉ có thể có những bữa ăn nhẹ nhanh chóng giữa giờ nghỉ. Tuy nhiên, Raica vẫn luôn làm việc như không hề biết đến mệt mỏi.
Bên cạnh Dior, Raica cũng tham gia chiến dịch quảng cáo cho các hãng thời trang lớn như D&G, Ralph Lauren, Valentino, và Christian Dior. Raica cũng xuất hiện trên các tạp chí thời trang uy tín như Elle, Vogue, Cosmopolitan, Marie Claire, và Harpers & Queen.
Năm 2006, Raica được chọn là gương mặt đại diện cho hãng mỹ phẩm Lancome và thương hiệu thời trang Punto Blanco. Raica Oliveira cũng đã từng tham gia trong các show diễn của hãng đồ lót danh tiếng Victoria's Secret.
Với bản hợp đồng của TNG, Raica đã gia nhập vào nhóm siêu mẫu có thu nhập trên 20 ngàn EUR (16,6 ngàn USD). Tháng 2/2007, Raica Oliveira xuất hiện trên tạp chí Sports Illustrated. 
Bạn thân của Raica là hai siêu mẫu hàng đầu thế giới cũng là người Brasil Adriana Lima và Ana Beatriz Barros. 
Raica có hai người anh trai là Givago - nhà kinh tế học và Pablo - một luật sư. Hiện tại, cô đang sống cùng với mẹ ở New York.
Raica Oliveira là người mẫu của các đại lý Next Model Management ở Paris, Take 2 Model Management, Option Model Agency, Why Not Model Agency, ScanElite, 40º Models, Next Model Management ở London, Next Model Management ở New York, và Elite Model Management ở Barcelona.
Raica Oliveira đã từng tham gia các chiến dịch quảng cáo của các hãng thời trang danh tiếng như: Bebe, Calzedonia, Chanel, Christian Dior, David Morris, Dolce & Gabbana, Emmanuel Ungaro, Forum, Hot Kiss, John Galliano, Loewe, Maidenform, Marks & Spencer, M. Officer, Sergio Valente Jeans và Rosa Cha.